# Snake and Crane Arts of Shaolin
Snake & Crane Arts of Shaolin (conocida en Latinoamérica como Artes de Shaolin) es una película de artes marciales de Hong Kong de 1978, dirigida por Chen Chi Hwa y protagonizada por Jackie Chan.

## Sinopsis
Hsu Ying Fung posee los "Ocho Pasos de la Serpiente y la Grulla", un manual de artes marciales que ilustra el estilo de lucha definitivo. El libro fue escrito por ocho maestros de Shaolin poco antes de su desaparición, y se sospecha que Hsu los mató. En realidad, Hsu está buscando al hombre responsable de la desaparición de los maestros, a quien conocerá mediante una determinada marca.

## Reparto principal
- Jackie Chan
- Nora Miao
- Kong Kim
- Lee Man-Tai
- Lam Tung
- Shi Chen